# Faradaya amicorum
Faradaya amicorum är en kransblommig växtart som först beskrevs av Berthold Carl Seemann, och fick sitt nu gällande namn av Berthold Carl Seemann. Faradaya amicorum ingår i släktet Faradaya och familjen kransblommiga växter. Inga underarter finns listade i Catalogue of Life.